# Parawithius rufeolus
Parawithius rufeolus es una especie de arácnido del orden Pseudoscorpionida de la familia Withiidae.

## Distribución geográfica
Se encuentra en México y en Ecuador.